# María José Echeverría
María José Echeverría (* 30. Juli 1982) ist eine chilenische Leichtathletin, die sich auf den Sprint spezialisiert hat.

## Sportliche Laufbahn
Erste Erfahrungen bei internationalen Meisterschaften sammelte María José Echeverría im Jahr 1998, als sie bei den Jugendsüdamerikameisterschaften in Manaus mit der chilenischen 4-mal-100-Meter-Staffel in 48,98 s die Silbermedaille gewann und mit der 4-mal-400-Meter-Staffel in 3:54,20 min siegte. Zudem gewann sie bei den Juniorensüdamerikameisterschaften in Córdoba in 47,02 s die Goldmedaille in der 4-mal-100-Meter-Staffel und gewann mit der 4-mal-400-Meter-Staffel in 3:55,16 min die Bronzemedaille. Im Jahr darauf schied sie bei den Jugendweltmeisterschaften in Bydgoszcz im 200-Meter-Lauf mit 24,81 s im Halbfinale aus und belegte mit der 4-mal-100-Meter-Staffel in 46,59 s den sechsten Platz belegte. Anschließend belegte sie bei den Juniorensüdamerikameisterschaften in Concepción in 12,27 s den sechsten Platz im 100-Meter-Lauf und wurde über 200 Meter in 24,98 s Vierte. Zudem gewann sie in der 4-mal-100-Meter-Staffel in 47,36 s die Silbermedaille und sicherte sich mit der 4-mal-400-Meter-Staffel in 3:54,64 min die Bronzemedaille. Im Jahr darauf startete sie mit der Staffel bei den Juniorenweltmeisterschaften in Santiago de Chile, verpasste dort aber mit 46,40 s den Finaleinzug. Bei den Juniorensüdamerikameisterschaften in São Leopoldo belegte sie in 25,41 s den siebten Platz über 200 Meter und gewann mit der 4-mal-100-Meter-Staffel in 46,95 s die Silbermedaille.
2003 belegte sie bei den Südamerikameisterschaften in Barquisimeto in 24,42 s den siebten Platz über 200 Meter und gewann mit der 4-mal-100-Meter-Staffel in 45,37 s die Bronzemedaille hinter den Teams aus Brasilien und Kolumbien. Zudem wurde sie mit der 4-mal-400-Meter-Staffel in 3:45,72 min Fünfte. Im Jahr darauf klassierte sie sich bei den erstmals ausgetragenen U23-Südamerikameisterschaften in Barquisimeto in 24,70 s auf dem fünften Platz über 200 Meter und gewann in beiden Staffelbewerben die Silbermedaille. 2005 wurde sie bei den Südamerikameisterschaften in Cali in 23,95 s Fünfte über 200 Meter und gewann in 45,37 s die Bronzemedaille mit der 4-mal-100-Meter-Staffel hinter Kolumbien und Brasilien und auch mit der 4-mal-400-Meter-Staffel gewann sie in 3:40,49 min die Bronzemedaille hinter Brasilien und Kolumbien. Nach mehreren Jahren Wettkampfpause nahm sie 2011 und 2012 wieder regelmäßig an nationalen Wettkämpfen teil und unterbrach daraufhin ihre Karriere erneut bis zum Jahr 2016. 
2017 belegte sie bei den Südamerikameisterschaften in Luque in 60,16 s den sechsten Platz im 400-Meter-Hürdenlauf und gewann mit der 4-mal-400-Meter-Staffel in 3:40,00 min die Bronzemedaille hinter den Teams aus Brasilien und Kolumbien. Anschließend erreichte sie bei den Juegos Bolivarianos in Santa Marta in 54,82 s Rang sieben im 400-Meter-Lauf und siegte in 3:37,93 min mit der 4-mal-400-Meter-Staffel. Im Jahr darauf nahm sie an den Südamerikaspielen in Cochabamba teil und belegte dort in 54,52 s den fünften Platz über 400 Meter und gewann mit der Staffel in 3:33,42 min die Silbermedaille hinter Kolumbien. Ende August belegte sie dann bei den Ibero-Amerikanischen Meisterschaften in Trujillo in 3:43,56 min den fünften Platz mit der Staffel. Bei den IAAF World Relays 2019 in Yokohama belegte sie in 3:33,54 min den sechsten Platz im B-Finale und stellte im Vorlauf mit 3:31,24 min einen neuen Landesrekord auf. Anschließend wurde sie bei den Südamerikameisterschaften in Lima in 3:37,35 min Vierte mit der Staffel und erreichte bei den Panamerikanischen Spielen ebendort in 3:39,95 min Rang sieben. Bei den World Athletics Relays 2021 im polnischen Chorzów schied sie mit 3:41,28 min im Vorlauf aus und anschließend gewann sie bei den Südamerikameisterschaften in Guayaquil in 3:34,89 min gemeinsam mit Stephanie Saavedra, María Fernanda Mackenna und Martina Weil die Silbermedaille hinter dem Team aus Kolumbien.
In den Jahren 2003 und 2005 wurde Echeverría chilenische Meisterin im 200-Meter-Lauf sowie 2018 im 400-Meter-Hürdenlauf. 2019 siegte sie in der 4-mal-400-Meter-Staffel.

## Persönliche Bestzeiten
- 100 Meter: 11,94 s (+2,0 m/s), 17. April 2004 in Santiago de Chile
- 200 Meter: 24,24 s, 12. Oktober 2003 in Santiago
- 400 Meter: 53,70 s, 6. April 2019 in Santiago
- 400 m Hürden: 59,85 s, 21. Mai 2017 in Santiago